# Viavélez (La Caridad)
Viavélez (oficialmente y en asturiano: El Porto) es un lugar perteneciente a la parroquia de La Caridad, en el concejo de El Franco, comarca de Eo-Navia, Principado de Asturias, España.